# Lepanthes thurstoniorum
Lepanthes thurstoniorum là một loài thực vật có hoa trong họ Lan. Loài này được Salazar, Soto Arenas & O.Suárez mô tả khoa học đầu tiên năm 1996.